# Antoine Escalin des Aimars
Antoine Escalin des Aimars, Baron La Garde, francoski admiral, * 1498, Le Garde-Adhémar, † 30. maj 1578, Le Garde-Adhémar.
Med letoma 1541 in 1547 je bil francoski veleposlanik v Otomanskem cesarstvu.